# Joanna Bacalso
Joanna Bacalso (Cebu, 10 agosto 1976) è un'attrice ed ex modella filippina naturalizzata canadese.

## Biografia
Nasce a Cebu, nelle Filippine, prima di tre fratelli.
Si sposta a Toronto quando aveva 8 anni.
Nel 1994, appena maggiorenne, inizia a lavorare come attrice e modella in televisione e nel cinema.
Nel 2002 lavora in Snow Dogs - 8 cani sotto zero nella parte di Barb, accanto a Cuba Gooding Jr. e James Coburn.

## Vita privata
Si è sposata nel 1998 con Matthew Garel.

## Filmografia parziale
- Snow Dogs - 8 cani sotto zero (Snow Dogs), regia di Brian Levant (2002)
- Il padre di mio figlio (My Baby's Daddy), regia di Cheryl Dunye (2004)

## Doppiatrici italiane
- Claudia Catani in Snow Dogs - 8 cani sotto zero
- Claudia Razzi in Il padre di mio figlio